# Yoshiki Oka
Yoshiki Oka (岡 佳樹 Oka Yoshiki?), född 26 april 1994 i Osaka prefektur, är en japansk fotbollsspelare.
Oka började sin karriär 2017 i Matsumoto Yamaga FC. 2018 flyttade han till Azul Claro Numazu.